# Acer laurifolium
Acer laurifolium é uma espécie de árvore do gênero Acer, pertencente à família Aceraceae.